# Новоукраинка (Каменско-Днепровский район)
Новоукра́инка (укр. Новоукраїнка) — село,
Нововодянский сельский совет,
Каменско-Днепровский район,
Запорожская область,
Украина.
Код КОАТУУ — 2322486502. Население по переписи 2001 года составляло 439 человек.

## Географическое положение
Село Новоукраинка находится в 1,5 км от левого берега Каховского водохранилища (Днепр),
выше по течению на расстоянии в 2,5 км расположено село Ивановка,
ниже по течению на расстоянии в 0,5 км расположено село Примерное.

## История
- 1921 год — дата основания.